# فری کلاس برنابی
فری کلاس برنابی (به انگلیسی: Burnaby-class ferry) یک کلاس از کشتی است.